# Бермудський трикутник (фільм)
«Бермудський трикутник», досл. «Втрачена подорож» (англ. Lost Voyage) — американський містичний трилер режисера Крістіана Макінтайра. Дебютував на Sci Fi Channel як телефільм у 2002 р.

## Сюжет
У 1972 році з Маямі вирушає корабель «Корона королеви», на якому вирушають у весільну подорож батько одного з головних героїв Аарона і його нова дружина. Аарон в люті відмовляється прощатися з мачухою, кричачи, що його мама померла, а також відмовляється прийняти подарунок від неї і батька. Незабаром судно потрапляє в штормову зону, капітан бачить на радарі дивний силует, який схожий на силует берега. Рульовий намагається повернути корабель, але відмовляють двигуни. На «Королівську корону» насувається дивна буря, вся з грозових хмар. Судно безслідно зникає в них на південний схід від Бермуд.
У наші дні телеведуча шоу про надприродні явища Дана Елвей дізнається про появу у морі того самого зниклого корабля і збирає знімальну групу для отримання «гарячого» матеріалу. Потрапляє в цю групу і дослідник паранормального Аарон Робертс, який незадовго до цього в своєму кабінеті, схоже, бачив привид батька, який повідомив йому про те, що «Корона королеви» знову з'явилася в районі Бермудського трикутника. Крім них до групи входять молода дівчина Джулі Ларго, яка бажає роздобути місце Дани, оператор Рендолл Бенкс, рятувальники Девід Шоу, Філз і Дессе. Разом вони висаджуються на покинутий багато років тому корабель з метою з'ясувати причини його пропажі і повторної появи.
Незабаром після висадки з'ясовується, що на кораблі відсутні ознаки людей. Під час знімання все чують дивний скрип і виявляють в ігровій кімнаті хитаючийся кінь, на якому пізніше, переглядаючи запис з камери, бачать примарного хлопчика. Також вони бачать на стінах дитячі малюнки, на яких зображено, як страшні монстри нападають на корабель. У кімнаті встановлюють камеру, в їдальні для матросів — апаратуру стеження.
Незабаром Дану відвідує бачення, в якому вона нібито відключила апарат штучної вентиляції легенів, убивши маму. Невдовзі з'являється перша жертва — гине один з двох рятувальників Філз. Посперечавшись з Дессе, хто швидше запустить двигун, він спускається вниз і намагається включити живлення безпосередньо через щиток. Раптово сам по собі відкривається кран, починає текти вода, заповнюючи підлогу і досягаючи ніг Філза. У той же час з'являються радіоперешкоди, через які Дессе не чує прохання Філза не включати реле й електрику. Філз згоряє живцем. Через деякий час, коли команда обговорює те, що трапилося, лунає дзвінок по внутрішньому зв'язку, голос Філза просить усіх через Дессе піднятися на місток, застерігаючи їх від загрози, що насувається. Там, на радарі з'являється точно такий же сигнал, як і перед зникненням корабля в перший раз.
Поки Дессе намагається налаштувати рацію, Девід і Аарон йдуть вниз за тілом Філза, однак воно зникає. Робертс пропонує Девіду пошукати бортовий журнал. Піднявшись на місток, Шоу чує повідомлення від пілота по рації, що той зможе повернутися за групою не раніше, ніж через три-чотири години через брак пального, через наближення шторму (який засік радар і про який попереджав вже мертвий Філз). Девід починає здогадуватися, що це не просто шторм. Він і Дессе сваряться, другий рятувальник пішов геть.
Робертс продовжує досліджувати корабель. Раптово гасне світло, за ним ліхтар. Вдаривши по ньому кілька разів і змусивши працювати, Аарон виявляє, що стоїть вже не в палубному коридорі, а в якомусь технічному. Також раптово він бачить у кінці коридору сидячого в кріслі батька, який протягує йому той самий подарунок, від якого Аарон відмовився. Світло запалюється, Робертс знову опиняється в коридорі на палубі.
Девід знаходить під картами корабельний журнал, в якому бачить намальовані поверх записів страшні червоні обличчя. У цей час у їдальні для персоналу Джулі розмовляє з Рендоллом, ловлячи його на тому, що він знову п'є. Однак вона обіцяє йому нікому нічого не говорити, якщо він допоможе їй усунути Дану і стане оператором у неї. Замість відповіді Рендолл вітається з Даною та Аароном, що стояли біля Джулі за спиною і чули її слова. Остання бере камеру і йде, кажучи, що збирається зняти справжній матеріал, вирубуючи електрошокером Рендолла. Поки Джулі знімає в коридорі свій сюжет, Девід повідомляє решті про проблеми, пов'язані з прильотом вертольота, а також із наступом «щось». Він просить Аарона та Дессе знайти Джулі, попутно оглянувши носову частину, сам же збирається зайнятися оглядом корми.
Джулі, спустивсявшись на нижню палубу, відвідує видіння, в якому головний продюсер телеканалу Каплан призначає її на посаду ведучої свого власного шоу, пропонуючи їй підписати контракт. Починається відлік до початку зйомки, коли вона закінчується, двері за Джулі зачиняються, чується її несамовитий крик. Девід і Аарон з Дессе продовжують пошук Джулі. Шоу йде по тому самому коридору, в якому з'явився Робертс. Дессе бачить попереду привид Філдса і йде за ним, потрапляючи у вантажний відсік. Двері за Дессе зачиняються, його збиває з ніг важкий ланцюг, що продовжує падати на нього зверху. Аарон, кинувшись на допомогу, за допомогою сокири відкриває двері і запитує, що йому робити. Дессе, вже харкаючи кров'ю від тяжкості, з останніх сил просить Аарона включити підйом лебідки десь на панелі поруч. Робертс знаходить якийсь важіль, але смикнувши його, він відпускає важкий блок, який розбиває Дессе голову.
У їдальні Девід показує Дані і Рендоллу все, що знайшов — камеру Джулі. Туди ж вбігає Аарон із закривавленими руками і розповідає, що трапилося з Дессе. Шоу просить розповісти Робертса про його теорію Бермудського трикутника як прохід кудись ще, а потім показує запис капітана 13 травня 1972 в корабельному журналі: «Я не знаю, де ми знаходимося. Рація не працює. Прилади теж. Корабель не слухається мене... Вони вбили більшу частину екіпажу і пасажирів. Решта зійшли з розуму. Діти помирали останніми... Щось іде сюди — я чую його за дверима... ». Аарон висловлює припущення, що в кораблі, що так довго був «на тому боці», сконденсувалася якась енергія звідти, можливо, навіть розум. І тепер судно йде назад до «кордону» Бермудського трикутника. Спільно приймається рішення забрати плівки і йти на палубу чекати вертоліт. Дана збирає обладнання в їдальні, Шоу йде на місток, Рендолл — в ігрову, Аарон тікає, кажучи, що йому потрібно дещо зробити. Робертс йде в каюту своїх батька і мачухи 418, де знаходить той самий подарунок — складаний ножик. У цей час Рендолл в ігровій не збирає плівки, а прикладається до пляшки. Раптово на одному з моніторів він бачить привид Джулі, який, як здається, стоїть у нього за спиною. Він обертається, але нікого не бачить. Потім він упускає пляшку, підіймає її і знову бачить Джуді, але за спиною знову нікого немає. Наляканий, Рендолл повертається і бачить у дверях Джулі і намагається поговорити з нею. Дана викликає його по рації, запитуючи, з ким він розмовляє. Привид Джулі підходить до Рендолла і витягує з нього душу, перетворюючи його в пил. Прибігши в ігрову разом з Аароном, почувши шум в ігровій, Джуді нічого не знаходить. До корабля наближається вертоліт.
На палубі Дану і Робертса вже чекає Девід. Пілот просить їх піднятися вище, пояснюючи, що через вітер не зможе підлетіти близько. Раптово дощ перестає йти, всі хмари складаються в одну щільну завісу, таку ж, як і перед першим зникненням корабля, з якої виривається світло, що наповнює всю завісу сяйвом. Дана, Аарон і Девід бачать таємничий прохід кудись, з нього з'являються примари, супроводжуючі корабель до проходу. Раптово один із привидів пролітає крізь Девіда, Шоу падає на коліна, і в ту ж секунду страшний привид Джулі висмоктує з нього душу. Аарон і Дана біжать нагору, але по дорозі Дана провалюється кудись униз, де знову зустрічається зі своєю матір'ю, де зі сльозами просить у неї вибачення. Аарон знаходить мотузку, кидає її в провал, щоб витягнути Дану. Ніс корабля вже входить в прохід. Дана не бере мотузку, і Аарон зістрибує вниз, де на мить бачить обличчя все тієї ж примари Джулі. Проте в наступну секунду вже нікого, крім Дани немає. Робертс своєю появою врятував її від долі Рендолла. Вони біжать разом нагору, по шляху пробігаючи через коридор, де бачив батька Аарон, і де тепер висять трупи загиблих на кораблі членів команди. Прямо за ними по п'ятах корабель змінюється, перетворюючись на купу іржавого металу. Робертс і Дана майже добираються до виходу назовні, але тут в них влітає привид дівчини, що пролетіла крізь Девіда, і їм доводиться бігти у зворотний бік. По нижній палубі вони виходять на палубу з іншого боку, чекають, поки пілот спускає їм кошик, і піднімаються в ньому до вертольота. Корабель повністю входить в прохід, вертоліт летить.
Через деякий час Дана зустрічає в коридорі телеканалу Каплана, звільненого, який поздоровляє Дану з репортажем століття. Дана відповідає, що на її думку це навряд чи коштувало життя п'яти осіб, на що Каплан, помовчавши, відповідає: «Ласкаво просимо на телебачення». Після чого Дана заносить свої речі до кабінету з табличкою на дверях: «Дана Елвей. Продюсер». У цей час Аарон прослуховує плівку, записану в його кабінеті, коли до нього прийшов привид батька і чує на ній фразу, яку не чув під час розмови: «До побачення... синку». У двері стукають, входить Дана, яка запрошує Аарона в китайський ресторан. Дзвонить телефон, але Аарон залишає прийом дзвінка на автовідповідачі. Камера показує, як сигнал біжить по дротах і зникає десь у хмарах Бермудського трикутника.

## Ролі
- Джадд Нельсон — Аарон Робертс
- Джанет Ганн — Дана Елвей
- Джефф Кобер — Дацінгер
- Ленс Генріксен — Девід Шоу

## Сприйняття
Оцінка на сайті Rotten Tomatoes становить 43 %, середній рейтинг — 2.9/5 на основі 1 302 голосів (8 червня 2013-го).